# Kay Smits
Kay Smits, né le 31 mars 1997 à Geleen, est un handballeur international néerlandais évoluant au poste d'arrière droit au sein du club allemand du SG Flensburg-Handewitt. Il est le frère de la handballeuse internationale Inger Smits.
Il a représenté les Pays-Bas lors de l'Euro 2020 et l'Euro 2022.

## Palmarès

### En club
Compétitions internationales
- Vainqueur du Coupe du monde des clubs (1) : 2021
- Vainqueur de la Ligue des champions (C1) (1) : 2023
- Finaliste de la Ligue européenne (C3) (2) : 2022, 2024

Compétitions nationales
- Vainqueur du Championnat des Pays-Bas (2) : 2015, 2016
- Vainqueur de la Coupe des Pays-Bas (2) : 2015, 2016
- Vainqueur de la BeNe League (1) : 2015
- Vainqueur du Championnat d'Allemagne (1) : 2022.

### En équipe nationale
- 17e place au Championnat d'Europe 2020
- 10e place au Championnat d'Europe 2022

### Distinctions individuelles
- Meilleur buteur du Championnat du Danemark (1) : 2021 (200 buts).